# マティアス・ツィンマーマン (アーティスト)
マティアス・ツィンマーマン（Matthias A. K. Zimmermann, 1981年5月6日 - ）は、スイス出身の芸術家。バーゼルで生まれ、幼年期をアールガウ州にて過ごす。

## 経歴
バーゼル＝ラント、バーゼル＝シュタットの州立校を卒業後、ベルン芸術大学にて作曲を学ぶ。さらにルツェルン応用科学・芸術大学にて芸術を、チューリッヒ芸術大学においてゲームデザイン・芸術教育を学ぶ。彼の代表的な作品は、 仮想空間に於ける 日本庭園設計の表現、ゲームアートを始めとするものである。その作品はアールガウ州アートハウス、ルツェルン美術館を始めとするスイス国内外での個展にて高い評価を得ている   。

『凍りついた街』、絵画、キャンバス、160 cm x 160 cm, 2006年
美術館 (Museum of Art Aarau), アーラウ, スイス

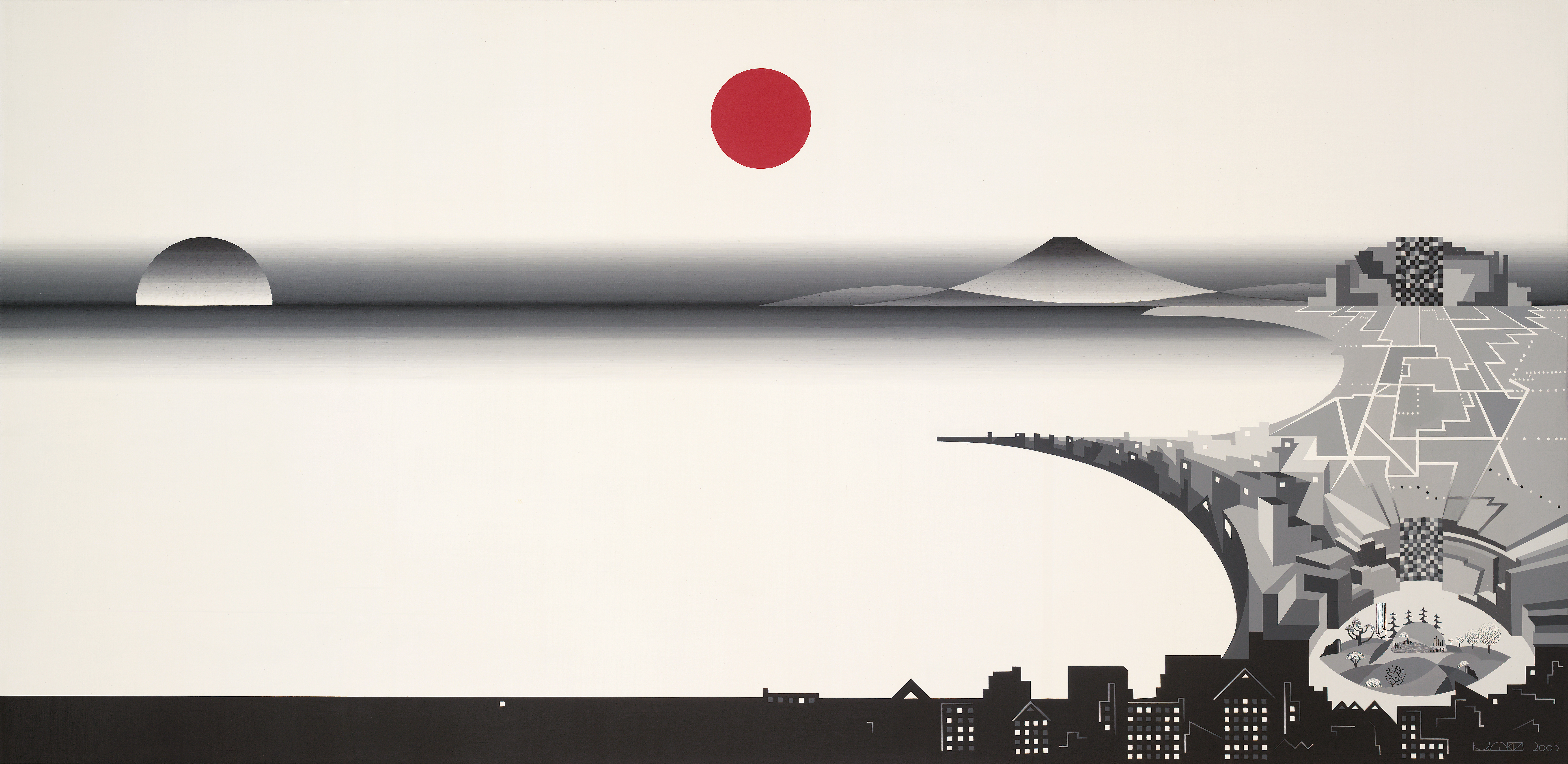
『つながっている街』, 絵画、キャンバス, 100 cm x 205 cm, 2005年
美術館 (Museums Quarter, St. Annen-Museum), リューベック, ドイツ

『折れ曲がった街』, 絵画、キャンバス, 160 cm x 165 cm, 2007年
美術館 (Museum of Art Aarau), アーラウ, スイス

『霧の切れ目にある4つの入り口、絵画、キャンバス、160 cm x 175 cm、2008年
美術館 (Museum of Art Aarau), アーラウ, スイス

## 美術館での展覧会
- アーラウの美術館（スイス）[4]
- ルツェルンの美術館（スイス）[5]
- ベルリン・コンピューター博物館（ドイツ）[6]

## 作品がコレクションされている美術館
- ヴィーン技術博物館 オーストリア
- フランクフルト通信博物館 ドイツ
- オデュッセウム ドイツ、ケルン
- コブレンツ・ルートヴィヒ美術館 コブレンツ ドイツ
- アールガウ芸術館 スイス
- ファンタジー美術館 コブレンツ ドイツ
- ツーソン美術館 ツーソン アメリカ
- フロリダ州立大学
- Museumsquartier St. Annen リューベック、ドイツ
- ゲッピンゲン芸術ホール ドイツ
- キール専門学校コンピューター博物館
- ベルリン・コンピューター博物館
- ベルリン玩具博物館
- 同時代芸術美術館 ドイツ
- Museet for Religiøs Kunst デンマーク
- インスブルック大学[7] オーストリア

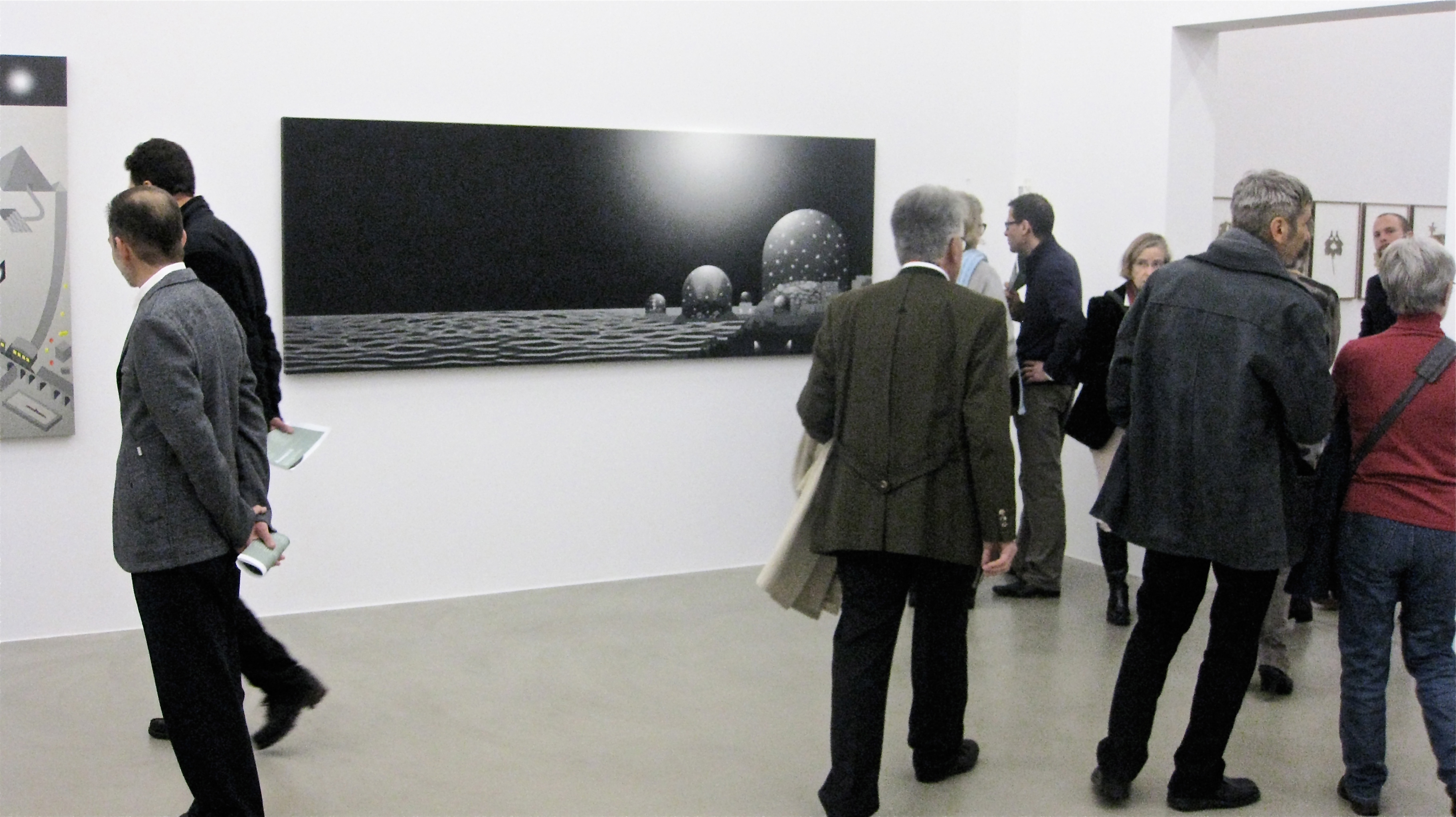
アーラウの美術館（スイス）
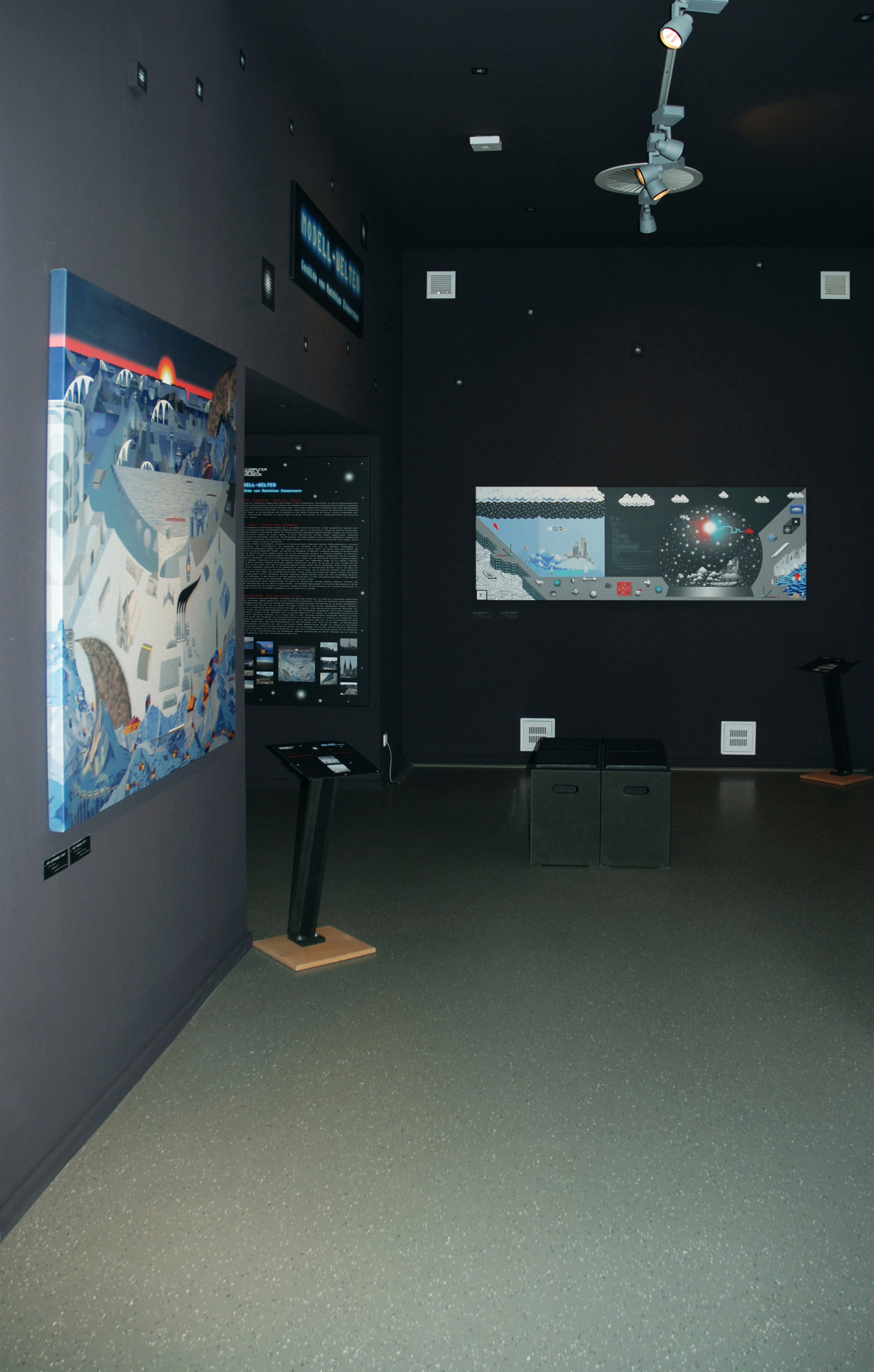
ベルリン・コンピューター博物館（ドイツ）
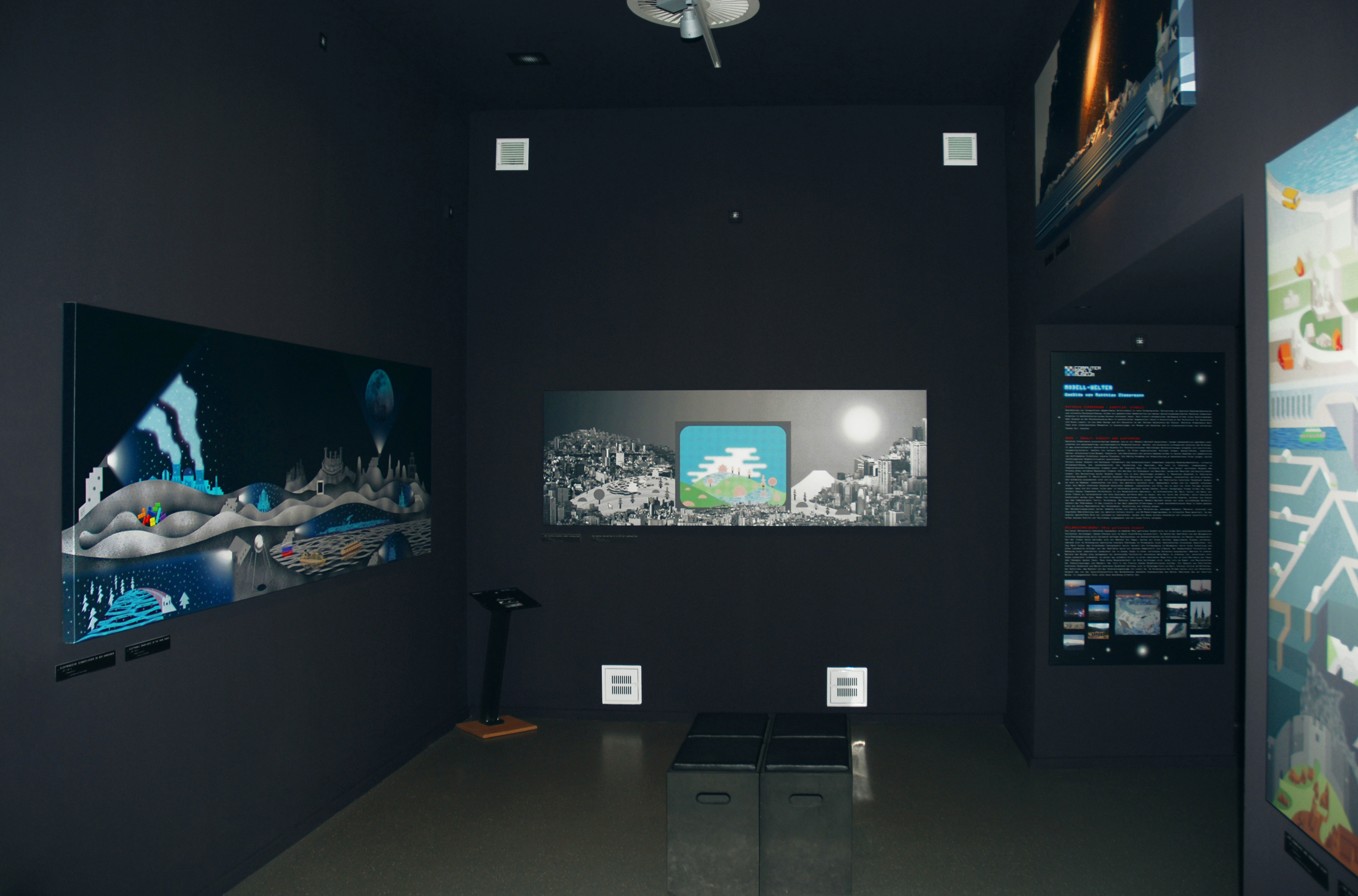
ベルリン・コンピューター博物館（ドイツ）
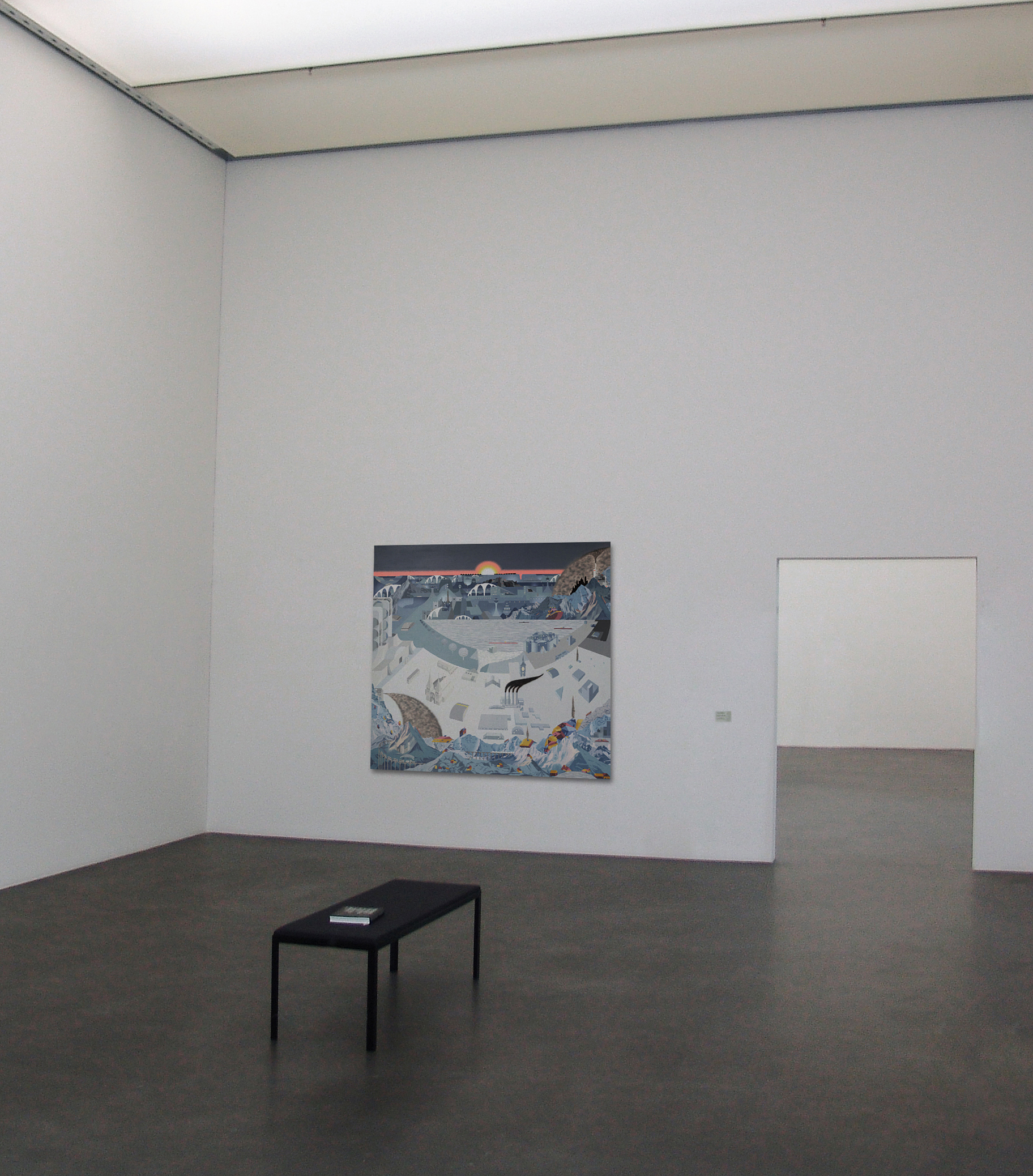
ルツェルンの美術館（スイス）

## 出版物（選択)
- Urs Bugmann: Pictures, perfect as a computer game & «The constructed atmosphere»

published in New Lucerne Journal, Switzerland
- René Stettler: The combination of knowledge, experience and intuition - to Epistemology by Matthias Zimmermann's "Model Worlds"

published in New Gallery Lucerne - Foundation for Art and Science, Switzerland
- Urs Bugmann: A World of Extreme Artificiality

published in New Lucerne Journal, Switzerland
- Davis Schrapel: The digitally constructed world

published in Games Art, Germany
- Davis Schrapel: The atmosphere of the construction"

published in Games Art, Germany
- Davis Schrapel: The room-machine 1-3 - video games on the aspect of a "building block world"

published in Games Art, Germany
- Davis Schrapel: The machine room 4 - The perspective of inspiration and geometry

published in Games Art, Germany
- Davis Schrapel: The "2D side-scrolling levels" in concept

published in Games Art Games, Germany
- Kristina Piwecki: Viewing the Model-Worlds

published in the Culture Swiss Bagazine blog", Switzerland
- Anna Chugunova: Model Worlds_Matthias Zimmermann (in Russian)

published in Winzavod Journal - Moscow Centre of Contemporary Art, Moscow
- Mary Ledneva: Matthias Zimmermann - solo exhibition at the gallery, "11:12" (in Russian)

published in The Village, Moscow
- Swiss Embassy in Moscow: Moscow. Matthias Zimmermann at Winzavod (English & Russian)

published in swiss kul'tura - News about Swiss culture in Russia, Moscow